# Стрижевский, Владимир Сергеевич
Владимир Сергеевич Стрижевский (4 мая 1953, Дрогобыч — 15 ноября 2023, Днепр) — советский футболист, вратарь, украинский тренер.
Воспитанник группы подготовки луцкого «Торпедо», тренеры Виктор Алексеевич Лисицын, Валерий Владимирович Синюк. В 1972—1973 годах был в составе армейской команды Луцка во второй лиге. На том же уровне играл за «Звезду» Кировоград (1974) и «Волну» Хмельницкий (1975). В 1976 году выступал за дубль «Динамо» Киев. В 1977 году перешёл в днепропетровский «Днепр». Единственный матч в сезоне провёл 22 июня — в домашнем матче 11 тура против ЦСКА (2:3) на 71-й минуте при счёте 2:3 заменил Леонида Колтуна. В марте — апреле следующего года в Кубке и чемпионате СССР сыграл пять матчей, пропустил пять голов; в игре против «Спартака» (0:1) отразил пенальти от Юрия Гаврилова. Сезон-79 провёл в первой лиге — 8 матчей, 10 пропущенных голов. 1980 год начал в команде второй лиги «Кривбасс», вернувшись в «Днепр», в пяти играх пропустил пять мячей. В 1981 году клуб вернулся в высшую лигу, но Стрижевский играл только за дубль. Дальнейшую карьеру провёл в командах второй лиги «Колос» Павлоград (1982—1984), «Кривбасс» (1985—1987).
Тренерскую карьеру начал в 1987 году в группе резерва «Днепра». Выиграл с «Кривбассом» группу «Б» первой лиги Украины 1992 года, но проиграл в начале чемпионата 1992/93 четыре матча подряд и был уволен. Главный тренер «Подолья» Хмельницкий (1995), тренер «Звезда» Кировоград (1996—1998). В Казахстане тренировал команды 1999 «Аксесс-Есиль» / «Есиль-Богатырь» Петропавловск (2000, 2003), «Актобе-Ленто» (2002).
Вернувшись на Украину, работал с детскими командами «Днепра».